# Maoricrypta immersa
Maoricrypta immersa is een slakkensoort uit de familie van de Calyptraeidae. De wetenschappelijke naam van de soort is voor het eerst geldig gepubliceerd in 1847 door Angas.